# Rasclet de Conover
El rasclet de Conover (Rufirallus xenopterus) és una espècie d'ocell de la família dels ràl·lids (Rallidae) que habita aiguamolls del sud-est del Paraguai i zona limítrofa del Brasil.

## Descripció
El rasclet de Conover fa uns 14 cm de llarg i pesa uns 52 g. Els sexes són semblants. Té el bec, les potes i els peus de color blau grisenc. La cara, el coll posterior i la part superior de l'esquena rojos; la gola i el ventre blancs; i el coll davanter i el pit ocre beix. Les cobertores superiors de les ales, les secundàries i els escapularis tenen barres blanques i negres, igual que els flancs. La cua i les cobertores inferiors de la cua són negres.
El cant és "un trill prolongat i lleugerament descendent". També fa "notes de crit suaus 'piú piú'".

## Distribució i hàbitat
El rasclet de Conover es troba al departament de Beni, al nord-est de Bolívia, en diversos estats del centre-sud del Brasil i al centre del Paraguai. Es coneix potser en una dotzena de llocs molt dispersos en aquestes zones però "donat l'hàbitat adequat a les zones intermèdies i en altres llocs […] l'espècie pot estar més estesa i menys local del que es sospita". Habita en aiguamolls, especialment les zones d'herba humida o poc inundada, amb matolls o entapissats.

## Comportament

### Alimentació
Les tècniques d'alimentació i la dieta del rasclet de Conover no s'han documentat.

### Reproducció
No se sap res sobre la biologia reproductora del rasclet de Conover.

### Estat de conservació
La Unió Internacional per a la Conservació de la Natura (UICN) va avaluar originalment el rasclet de Conover com a amenaçat, però des del 1994 l'ha classificat com a vulnerable. Les àrees d'hàbitat conegudes són petites i molt disperses, i es creu que la població estimada d'entre 2.500 i 10.000 individus madurs està disminuint. La pèrdua d'hàbitat per la conversió a l'agricultura (blat de moro i soja) i la silvicultura (eucaliptus i pins) ha jugat un paper important en el declivi de l'espècie. "L'amenaça més significativa és possiblement l'ús generalitzat de pesticides, fertilitzants i altres productes químics".

## Taxonomia i etimologia
El rasclet de Conover va ser descrit formalment el 1934 per l'ornitòleg aficionat estatunidenc Boardman Conover basant-se en un exemplar recollit prop de la ciutat d'Horqueta, al centre del Paraguai. Conover va assignar l'espècie al gènere Laterallus i va encunyar el nom binomial Laterallus xenopterus. Un estudi filogenètic molecular publicat el 2023 va trobar que el gènere Laterallus era polifilètic. En la reorganització de l'espècie per crear gèneres monofilètics, el rasclet de Conover es va col·locar amb quatre raclets més al gènere Rufirallus, que havia estat introduït el 1856 pel naturalista francès Charles Lucien Bonaparte.
La Llista Clements dels ocells del món i el Congrés Ornitològic Internacional ja inclouen el rasclet de Conover dins el gènere Rufirallus, tanmateix el Manual dels ocells del món i Birdlife Internacional encara no.
El nom del gènere combina el llatí rufus, que significa vermellós, amb el gènere Rallus, que havia estat introduït per Carl Linnaeus el 1758 per als rasclons. L'epítet específic xenopterus combina el grec antic ξενος/xenos que significa diferent amb -πτερος/-pteros que significa amb ales.
L'espècie es considera monotípica: no es reconeix cap subespècie.